# Park Narodowy Egmont
Park Narodowy Egmont znajduje się na południe od New Plymouth w zachodniej części Wyspy Północnej w Nowej Zelandii. Na jego terenie znajduje się wulkan Egmont (Taranaki) o wysokości 2518 m n.p.m., który dał nazwę całemu parkowi. Jest to wulkan czynny, obecnie uznawany za drzemiący. Dwa inne, dużo niższe wierzchołki wygasłych wulkanów w północno-zachodniej części parku stanowią podstawę łańcuchów górskich Pouakai i Kaitake.

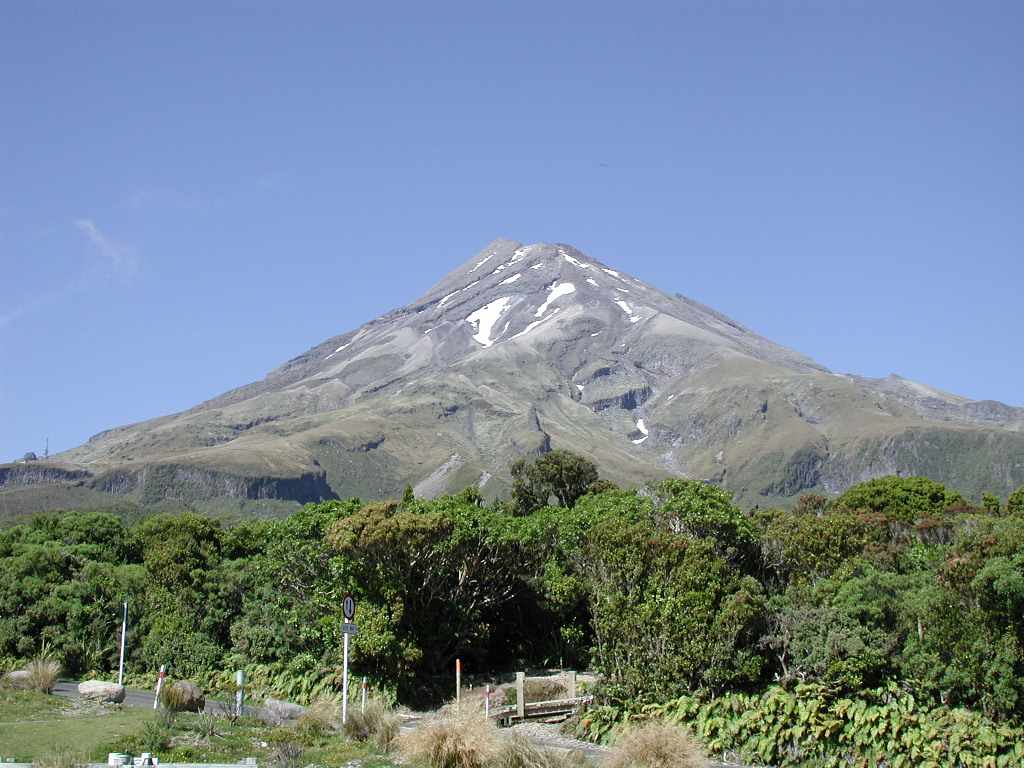
Wulkan Egmont

Po raz pierwszy rejon ten znalazł się pod ochroną w 1881 roku, gdy na zboczach wulkanu Egmont, w promieniu 9,6 km od wierzchołka, utworzono rezerwat leśny. Stopniowo obszar chroniony powiększano, a w 1900 roku utworzono park narodowy – drugi w Nowej Zelandii po Tongariro. Obecnie zajmuje on powierzchnię 341,7 km².